# Anton Konrad (Wirtschaftswissenschaftler)
Anton Konrad (* 19. November 1932 in München; † 19. Juni 2025) war ein deutscher Ökonom sowie Professor für Volkswirtschaftslehre und Leiter des Seminars für Monetäre Ökonomik am volkswirtschaftlichen Institut der Ludwig-Maximilians-Universität München.

## Leben
Konrad besuchte von 1939 bis 1943 in München die Volksschule. 1943 wechselte er an die Oberrealschule in München-Pasing, die er im Jahr 1952 mit dem Abitur abschloss. Im selben Jahr nahm er das Studium der Volkswirtschaftslehre an der Ludwig-Maximilians-Universität München auf. Im April 1956 schloss er das Studium als Diplom-Volkswirt ab. In den Jahren 1956 und 1957 besuchte der das 1955 von C. Grove Haines neu gegründete Bologna-Center der Paul H. Nitze School of Advanced International Studies der Johns Hopkins University. Von 1957 bis 1966 war er wissenschaftlicher Assistent am Staatswirtschaftlichen Seminar der Universität München. Während dieser Zeit promovierte er im Dezember 1959 mit einer geldwirtschaftlichen Arbeit über „Zahlungsbilanzstörungen und wirtschaftliches Wachstum: dargestellt am Beispiel der Vereinigten Staaten von Amerika und Westeuropas 1950-1959“ zum Dr. oec. publ. Im Sommersemester 1966 habilitierte er mit einer Schrift über „Investitionskriterien und Preismechanismus in Entwicklungsländern“.
Von 1966 bis 1972 wirkte Konrad als Universitätsdozent an der Staatswirtschaftlichen Fakultät der Universität München. 1972 wurde er zum wissenschaftlichen Rat und Professor an der Universität München berufen. Das Sommersemester 1974 verbrachte er als Visiting Fellow am Center of European Studies der University of Sussex. Im akademischen Jahr 1976/77 nahm er einen Lehrauftrag an der 1975 neu gegründeten Universität Bayreuth wahr. Ab 1984 war er mit der Leitung des Seminars für Monetäre Ökonomik an der Volkswirtschaftlichen Fakultät der Universität München betraut. Gleichzeitig war er langjähriger Leiter des Vorprüfungsamtes der Volkswirtschaftlichen Fakultät.
Im Sommersemester 1998 wurde Anton Konrad emeritiert. Er starb am 19. Juni 2025 im Alter von 92 Jahren.

## Trivia
Anton Konrad beherrschte sehr gut Stenographie, mit der er seine Aufzeichnungen verfasste.